# Manuel López de Zúñiga y Sarmiento de Silva
Manuel Diego López de Zúñiga Sotomayor y Mendoza y Sarmiento de Silva (Béjar, bautizado el 4 de enero de 1657-sitio de Buda, 16 de julio de 1686), X duque de Béjar y Plasencia, grande de España, VI duque de Mandas y Villanueva, XI marqués de Gibraleón, VI de Terranova, XII conde de Belalcázar, XI de Bañares, XIV Vizconde de la Puebla de Alcocer, justicia mayor y alguacil mayor hereditario de Castilla, Primera Voz de la nobleza de Castilla, Caballero de la Orden del Toisón de Oro, miembro de la Casa de Zúñiga.

## Filiación
Nacido en Béjar en la Navidad de 1656 y bautizado el 4 de enero de 1657, Manuel Diego López de Zúñiga fue hijo de Juan Manuel de Zúñiga Sotomayor y Mendoza, que en el momento de nacer su primogénito varón ostentaba el título marqués de Valero y tres años después, en julio de 1660, heredaría el ducado de Béjar, y de su esposa, Teresa Sarmiento de Silva y Fernández de Híjar, III marquesa de Alenquer, hija de Rodrigo Sarmiento de Silva y Villandrando, VIII conde de Salinas, VIII conde de Ribadeo y II marqués de Alenquer, y de su esposa Isabel Margarita Fernández de Híjar, IV duquesa de Híjar. Su hermano Baltasar de Zúñiga y Guzmán, I duque de Arión, II marqués de Valero, IV de Alenquer, VII de Ayamonte, fue virrey de Navarra, de Cerdeña y de la Nueva España. Tenía además una hermana, Manuela, más tarde duquesa consorte de Benavente, y un hermano natural, Francisco Manuel de Zúñiga, obispo de Ciudad Rodrigo de 1695 a 1712.

## Niñez, juventud
A la muerte de su padre el 14 de noviembre de 1660, contando 3 años de edad, heredó los títulos y estados de su casa y fue X duque de Béjar y Plasencia, grande de España, etc. Su madre, la duquesa Teresa, fue su tutora y curadora durante su minoría de edad. La duquesa Teresa comunica por carta del 14 de noviembre de 1660 a la Secretaría de la Cámara de Castilla la muerte del IX duque de Béjar Juan Manuel, su marido, y de haber sucedido en su casa su hijo Manuel Diego. En 1667 contando Manuel Diego 10 años de edad, se celebraron los desposorios con su pariente María Alberta de Castro y Borja. Las capitulaciones matrimoniales para su matrimonio con María Alberta de Castro y Borja  fueron otorgadas en Madrid el 22 de septiembre de 1677, el mismo día que se celebró el enlace matrimonial en la iglesia de Santiago de Madrid. María Alberta de Castro y Borja (Madrid, 22 de abril de 1665 - Madrid, 20 de julio de 1706), era hija de Pedro Antonio Fernández de Castro y Portugal, X conde de Lemos, VII marqués de Sarria, virrey del Perú, fallecido el  6 de diciembre de 1672 en Lima, Perú, y de su esposa Ana Francisca de Borja y Doria, fallecida en  Monforte de Lemos, Galicia el 23 de septiembre de 1706. En su matrimonio tuvo dos hijos, su primogénito Juan Manuel Diego nacido en Béjar el 16 y bautizado el 25 de febrero de 1680,   heredero de sus títulos y estados, y Pedro nacido el 9 de octubre en Béjar y bautizado el 19 de octubre de 1681.

## Investido caballero de la Orden del Toisón de Oro
Elegido caballero de la Orden del Toisón de Oro cuando Manuel Diego contaba solo once años de edad por el rey Carlos II de España el 27.02.1668 e investido por el rey el 2 de mayo del mismo año en el palacio real de Madrid.  Manuel Diego describe el viaje realizado en 1668 a la corte del rey Carlos II de España y de  la reina madre Mariana de Austria, para besar sus manos y agradecer así la merced concedida de la Orden del Toisón de Oro. Manuel Diego comenzó en esa tierna edad a servir como piquero en Flandes.

## Maestre de Campo en Flandes
El gobernador de los Países Bajos (1682-1685), Otón Enrique, marqués de Grana, embajador que fue del emperador en Madrid, comenzó su gobierno con una política, que Francia la apreció de belicosa y declaró la guerra a España el 11 de diciembre de 1683. Las tropas francesas bombardearon Luxemburgo del 20 al 27 de diciembre y Oudenaarde del 23 al 26 de diciembre de 1683, demoliendo la mitad de la ciudad.
Siendo Maestre de Campo del Tercio de la Infantería Española en el ejército de Flandes desde 1681,  tomó parte en el sitio de Oudenaarde, donde con sus propias manos apartó algunas bombas encendidas que habían caído en un polvorín, demostrando así su gran coraje. El alférez de su tercio de infantería llevaba la bandera con el escudo de armas del duque de Béjar. España  capituló y el tratado de paz firmado en Ratisbona (Regensburg) el 15 de agosto de 1684 garantizaba una tregua de 20 años.

## Vida señorial en España
Desde finales del 1684 hasta la primavera de 1686 residió en España, atendiendo los asuntos de sus estados. Se celebraron fiestas en Béjar, Salamanca, en las que se efectuaron danzas, coros, arcos frutales y otras actuaciones con motivo de la llegada de los duques de Béjar a la villa en 1685.
En la Sección Nobleza del Archivo Histórico Nacional, Signatura OSUNA, existen 842 legajos con documentos del archivo de la casa ducal de Béjar relacionados con el X duque Manuel Diego, entre ellos la correspondencia cruzada entre personajes de su época y el X duque de Béjar Manuel Diego. Así como de particulares informándole sobre la situación en Flandes, en Inglaterra, en Portugal, guerra con Francia, guerra al turco. Gran parte de los legajos (aprox. 60 %) contienen la documentación sobre la hacienda, administración y jurisdicción civil y criminal de los estados de su casa.

## General del regimiento de voluntarios españoles en la guerra con el turco

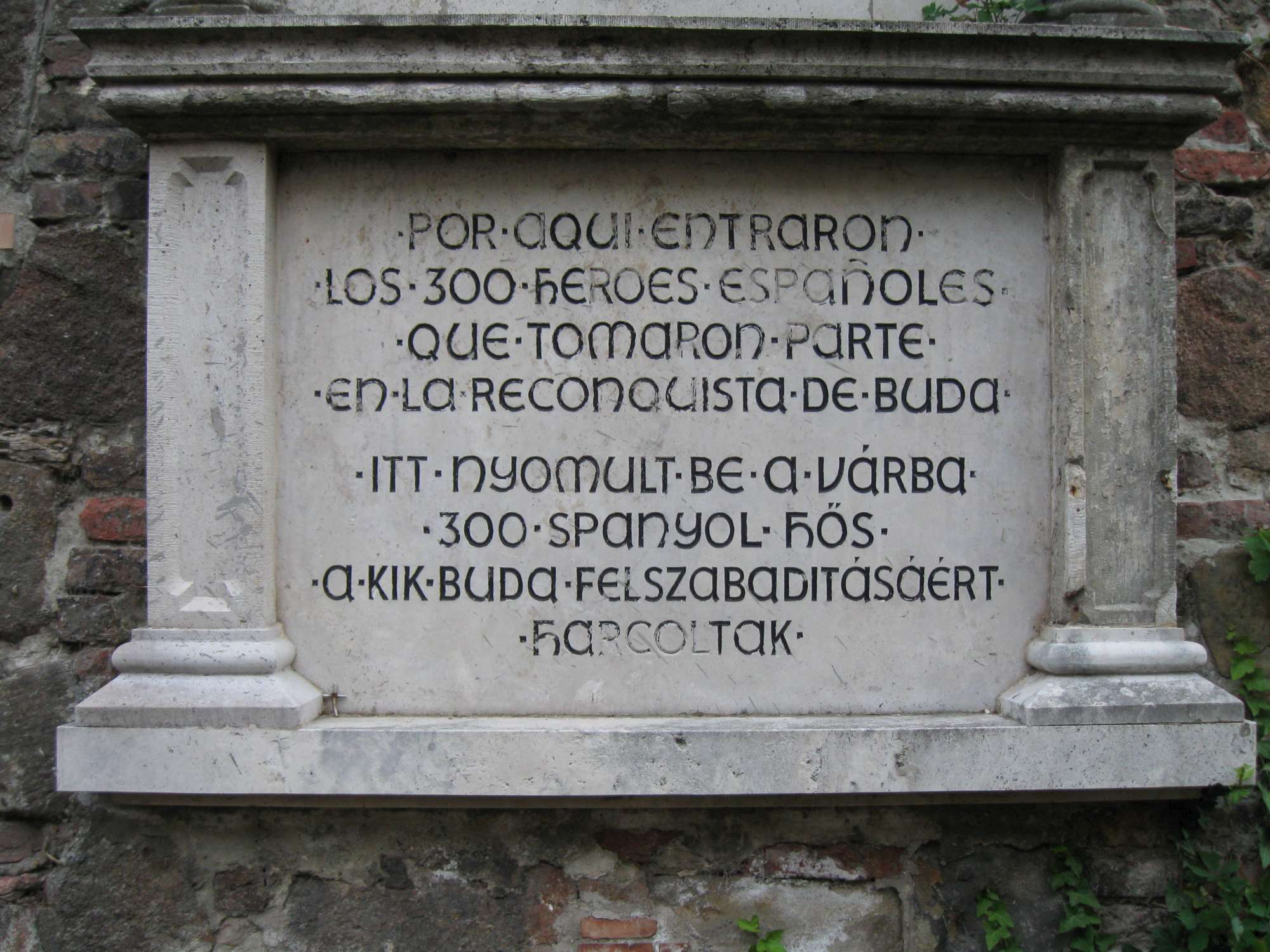
Monumento a los voluntarios españoles.

La lucha del Sacro Imperio contra el imperio turco, cuando Viena en 1683 fue sitiada por el turco, solo preocupó al Consejo de Estado en España, por saber si el emperador podía enviar refuerzos para defender los Países Bajos o la Lombardía en caso de un ataque francés. La reconquista de Buda en 1686, capital de la Hungría turca, no contó con participación oficial de España.
El duque Carlos V de Lorena, generalísimo de las tropas imperiales, salió en campaña en 1684 y conquistó Pest, luego puso sitio a Buda, pero por bajas en su ejército por enfermedad, se retiró. En 1686 el duque de Lorena, con un gran ejército imperial y ayudado por las tropas del príncipe elector de Baviera y de los voluntarios escoceses, franceses, ingleses, flamencos se puso en marcha para reconquistar la plaza de Buda, fortaleza amurallada y defendida por un gran ejército turco.
El duque Manuel Diego siguiendo su espíritu caballeresco y cristiano partió de España en abril de 1686, y al mando de un cuerpo de unos doce mil voluntarios entusiastas españoles acudir a reforzar los ejércitos del emperador del Sacro Imperio Leopoldo I de Austria, que combatían al turco en Hungría, para defender Budapest de los turcos y reconquistar Buda. Le acompañaban su hermano Baltasar de Zúñiga Guzmán Sotomayor y Mendoza, II marqués de Valero, sus primos  Juan Manuel López Pacheco y Zúñiga, VIII marques de Villena y duque de Escalona, José Antonio de Zúñiga y Ayala, VI marqués de Aguilafuente  y otros nobles caballeros
El 13 de junio de 1686 pasó el puente del Danubio el duque Carlos de Lorena con las tropas imperiales abriendo así el asedio de Buda.
El 13 de julio se decidió hacer el asalto a las 19 horas sobre la brecha abierta por la artillería imperial. El duque de Béjar con sus compañeros y voluntarios españoles demostrando su valor intrépido fueron los primeros en subir a la brecha y tratar de conquistar la plaza, pero fueron recibidos por una fuerte lluvia de balas, bombas, flechas y piedras. La lucha duró más de dos horas. El duque Manuel Diego fue herido por una bala de mosquete que le atravesó el brazo izquierdo  y le salió por el espinazo, su hermano Baltasar recibió un flechazo en la tetilla y un fuerte golpe con una piedra en el estómago, el duque de Escalona quedó también herido, el marqués de Aguilafuente recibió un balazo en la cabeza, de todos sus servidores y camaradas solo cuatro quedaron sin heridas, los demás muertos o heridos de gravedad.
El duque Manuel Diego falleció el 16 de julio de 1686, queriendo ser el primero en el asalto, demostrando gallardía de su espíritu y valentía de su sangre real, perdió su vida para ganar fama y gloria eterna.
En el asalto del 2 de septiembre de 1686 fue tomada la plaza de Buda por el ejército imperial al mando del duque Carlos de Lorena.
Su hermano Baltasar, quien también fue herido el 13 de julio se repuso y trajo a España el cadáver del duque Manuel Diego, que fue enterrado en la capilla del convento de Nuestra Señora de la Piedad de Béjar,  fundado por los IV duques de Béjar, Francisco de Zúñiga y Sotomayor y su esposa Brianda Sarmiento de la Cerda, ya desaparecida, años más tarde fueron sus restos trasladados el cementerio de Béjar donde reposan. Su corazón fue enterrado en la capilla de la Iglesia del Real Monasterio de Nuestra Señora de Guadalupe, Cáceres, como consta por acta notarial del 24 de septiembre de 1686.
El duque Carlos V de Lorena, generalísimo de las tropas imperiales, informa al rey Carlos II por carta de 20 de julio de 1686 desde el campo de Buda, sobre la pérdida del duque de Béjar en el asedio de Buda y reconoce sus grandes méritos, así como los de su hermano y de los caballeros españoles que le acompañaban.
El emperador Leopoldo I de Austria por carta del 25 de julio de 1686 al rey Carlos II expresa su profundo sentimiento por el sacrificio del duque de Béjar en el sitio de Buda y le pide ayudar y asistir a su viuda y a sus hijos. Por carta de condolencia del 31 de julio de 1686 del emperador Leopoldo I de Austria al marqués de Valero, hermano del duque de Béjar, le afirma profesar siempre en todas ocurrencias su benevolencia y gracia cesárea a la viuda y a los hijos del difunto duque de Béjar.
Don Pedro de Medrano y Echauz escribió un elogio fúnebre de seis páginas en 1686 para Manuel Diego López de Zúñiga y Sarmiento de Silva, décimo duque de Béjar, en el que "describió una parte del generoso ardor con que, en todas las ocasiones, se mostró el distinguido Valor del Duque de Béjar". destacó, siendo el primero en el Asalto de Buda", en 3 sonetos: 

Primer soneto: "No murió, no, que vive coronado, aquel que, en lugar de morir, vivió oprimido, como halagador del peligro que le aconteció, a quien el riesgo le fue una hazaña prolongada. Coronado con laureles de triunfo invencible, guiado hacia la esfera celestial, porque supo evitar el odio, logrando una vida inmortal, amada por Dios. Deseoso de derramar su sangre, coronó valientemente la brecha rota, convirtiendo su fama en un templo mundial; pues con celo y valor tan generoso, triunfando sobre la muerte y el accidente, la gloria que le sigue es un legado ejemplar". 
- Don Pedro Antonio de Medrano y Albelda

El papa Inocencio XI escribe carta de condolencia de fecha 18 de noviembre de 1686 a la duquesa viuda, incluyendo un documento de última voluntad, legitimado por la curia, y  firmado por el duque de Béjar, estando herido de gravedad el 14 de julio de 1686, por el que nombra a su heredero y sucesor a su hijo Juan Manuel Diego, conde de Belalcázar, y dejando como tutora y curadora a su esposa María Alberta, X duquesa de Béjar.
El duque Manuel Diego había otorgado testamento el 1.º de marzo de 1681 ante el notario Francisco Arcipreste y nombrando a su hijo primogénito Juan Manuel Diego López de Zúñiga Sotomayor y Castro, conde de Belalcázar, su legítimo heredero. Manuel Diego X duque de Béjar también había otorgado por carta poder el 3 de agosto de 1684 a su esposa María Alberta X duquesa de Béjar, a su madre Teresa IX duquesa de Béjar, a su tío Diego Sarmiento de la Cerda y a Juan del Carpio Gijón, para que en su nombre administren sus estados mientras él marcha a Austria a servir en la guerra de liberación de Budapest.
Su esposa María Alberta comunica por carta del 4 de septiembre de 1686 a la Secretaría de la Cámara de Castilla el fallecimiento del X duque de Béjar Manuel Diego, su marido, y de haber sucedido en su casa su hijo Juan Manuel Diego.